# TMEM37
TMEM37 (англ. Transmembrane protein 37) – білок, який кодується однойменним геном, розташованим у людей на 2-й хромосомі. Довжина поліпептидного ланцюга білка становить 190 амінокислот, а молекулярна маса — 20 932.
| 10         |  | 20         |  | 30         |  | 40         |  | 50         |
| ---------- |  | ---------- |  | ---------- |  | ---------- |  | ---------- |
| MTAVGVQAQR |  | PLGQRQPRRS |  | FFESFIRTLI |  | ITCVALAVVL |  | SSVSICDGHW |
| LLAEDRLFGL |  | WHFCTTTNQT |  | ICFRDLGQAH |  | VPGLAVGMGL |  | VRSVGALAVV |
| AAIFGLEFLM |  | VSQLCEDKHS |  | QCKWVMGSIL |  | LLVSFVLSSG |  | GLLGFVILLR |
| NQVTLIGFTL |  | MFWCEFTASF |  | LLFLNAISGL |  | HINSITHPWE |  |            |

A: Аланін

C: Цистеїн

D: Аспарагінова кислота

E: Глутамінова кислота

F: Фенілаланін

G: Гліцин

H: Гістидин

I: Ізолейцин

K: Лізин

L: Лейцин

M: Метіонін

N: Аспарагін

P: Пролін

Q: Глутамін

R: Аргінін

S: Серин

T: Треонін

V: Валін

Кодований геном білок за функціями належить до іонних каналів, потенціалзалежних каналів. 
Задіяний у таких біологічних процесах, як транспорт іонів, транспорт, транспорт кальцію. 
Білок має сайт для зв'язування з іоном кальцію. 
Локалізований у мембрані.